# Liste der Kulturdenkmäler in Wiesbaden-Sonnenberg
Die folgende Liste enthält die in der Denkmaltopographie ausgewiesenen Kulturdenkmäler auf dem Gebiet des Ortsteils Sonnenberg der  Stadt Wiesbaden, Hessen.
Hinweis: Die Reihenfolge der Denkmäler in dieser Liste orientiert sich an der Anschrift, alternativ ist sie auch nach der Bezeichnung oder der Bauzeit sortierbar.
Kulturdenkmäler werden fortlaufend im Denkmalverzeichnis des Landes Hessen durch das Landesamt für Denkmalpflege Hessen auf Basis des Hessischen Denkmalschutzgesetzes (HDSchG) geführt. Die Schutzwürdigkeit eines Kulturdenkmals hängt nicht von der Eintragung in das Denkmalverzeichnis des Landes Hessen oder der Veröffentlichung in der Denkmaltopographie ab.

## Sonnenberg
| Bild                | Bezeichnung         | Lage                               | Beschreibung        | Bauzeit                       | Daten |
| ------------------- | ------------------- | ---------------------------------- | ------------------- | ----------------------------- | ----- |
| Evangelische Kirche | Evangelische Kirche | Sonnenberg, Kreuzbergstraße 9 Lage | Evangelische Kirche | 1429 Kapelle, 1535 Saalkirche |       |

## Bingertstraße
| Bild | Bezeichnung | Lage                                            | Beschreibung                                                                                    | Bauzeit | Daten |
| ---- | ----------- | ----------------------------------------------- | ----------------------------------------------------------------------------------------------- | ------- | ----- |
|      |             | Bingertstraße 1 LageFlur: 14, Flurstück: 62/8   | Das Objekt gehört zu der Gesamtanlage: Östliches Villengebiet                                   | Um 1895 |       |
|      |             | Bingertstraße 5 LageFlur: 14, Flurstück: 412/57 | Das Objekt gehört zu der Gesamtanlage: Östliches Villengebiet                                   | Um 1895 |       |
|      |             | Bingertstraße 10 LageFlur: 36, Flurstück: 373/4 | Das Objekt gehört zu der Gesamtanlage: Östliches Villengebiet Architekt/Planer: Josef Beitscher | 1901    |       |

## Parkstraße
| Bild | Bezeichnung | Lage                                         | Beschreibung                                                                                    | Bauzeit | Daten |
| ---- | ----------- | -------------------------------------------- | ----------------------------------------------------------------------------------------------- | ------- | ----- |
|      |             | Parkstraße 53 LageFlur: 36, Flurstück: 4/6   | Das Objekt gehört zu der Gesamtanlage: Östliches Villengebiet Architekt/Planer: Philipp Schmidt | 1893    |       |
|      |             | Parkstraße 57 LageFlur: 36, Flurstück: 4/12  | Das Objekt gehört zu der Gesamtanlage: Östliches Villengebiet Architekt/Planer: Sigmund Langrod | 1903    |       |
|      |             | Parkstraße 67 LageFlur: 36, Flurstück: 262/2 | Das Objekt gehört zu der Gesamtanlage: Östliches Villengebiet Architekt/Planer: Franz M. Fabry  | 1905    |       |
|      |             | Parkstraße 89 LageFlur: 36, Flurstück: 136/1 | Das Objekt gehört zu der Gesamtanlage: Östliches Villengebiet Architekt/Planer: Eduard Banatz   | 1907    |       |